# Hofen (Stuttgart)
Hofen ist ein am Neckar gelegener Stadtteil der baden-württembergischen Landeshauptstadt Stuttgart im nördlichen Stadtbezirk Mühlhausen.

## Geschichte

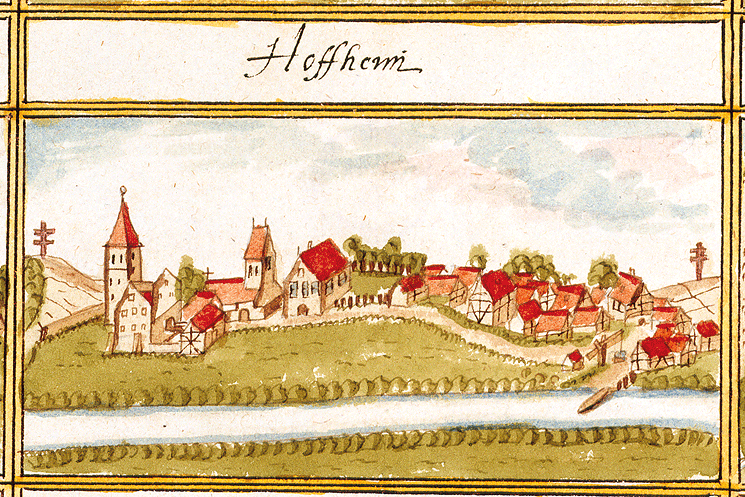
Hofen 1685, Forstlagerbuch von Andreas Kieser

Erstmals urkundlich erwähnt wurde Hofen 1120, seit 1753 gehört es (wieder) zu Württemberg, 1929 erfolgte die Eingemeindung nach Stuttgart. Danach wurde Hofen als Stadtteil geführt. Am 1. Februar 1952 wurde der bis dahin zum Stadtbezirk Bad Cannstatt gehörende Stadtteil Hofen dem Stadtteil Mühlhausen zugeordnet. Bei der Einteilung der Stadt Stuttgart in Stadtbezirke im Jahre 1956 wurde der Stadtteil Hofen mit dem benachbarten Stadtteil Mühlhausen zum Stadtbezirk Mühlhausen vereinigt, zu dem 1964 noch der Stadtteil Mönchfeld, 1973 der Stadtteil Freiberg und 1971 der Stadtteil Neugereut kam. Letzterer gehörte bereits früher zu Hofen. Der ebenfalls früher zu Hofen gehörige Stadtteil Steinhaldenfeld mit dem Stuttgarter Hauptfriedhof gehört jedoch heute zum Stadtbezirk Bad Cannstatt.
Da Hofen während der Reformation den Herren von Neuhausen gehörte, blieb es zusammen mit dem benachbarten Oeffingen (heute zu Fellbach) sowie den Gemeinden Justingen und Ebersberg im Gegensatz zu den anderen württembergischen Gemeinden katholisch (gemäß § 31 des Osnabrücker Friedens, „Normaljahr 1624“).

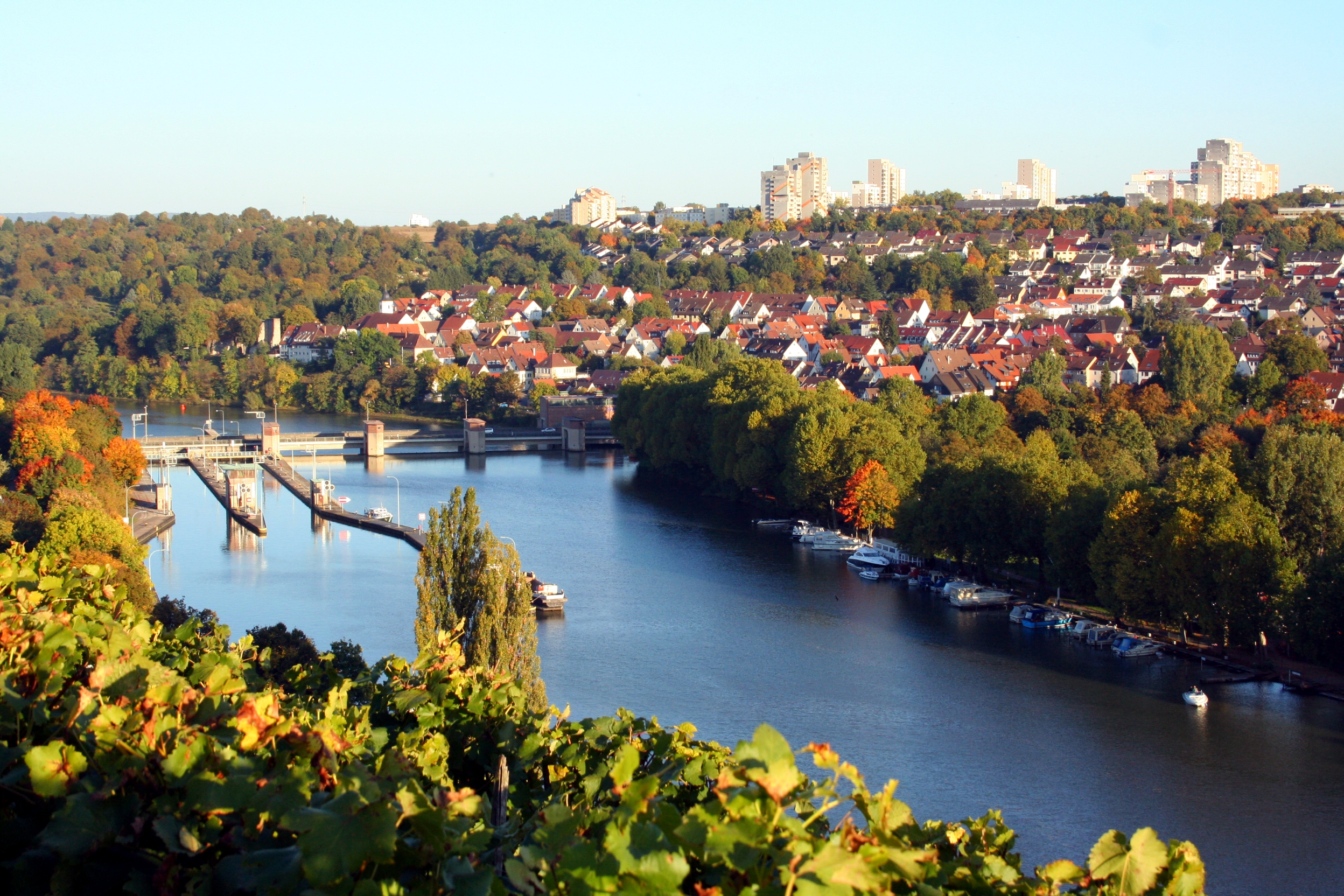
Stuttgart-Hofen im Neckartal mit der Schleuse

Eine kurze Blüte erlebte Hofen Ende des 18. Jahrhunderts unter Herzog Carl Eugen.

## Sehenswürdigkeiten
Die Burg Hofen wurde vermutlich im 13. Jahrhundert erbaut, zerstört wurde die Burg im Dreißigjährigen Krieg und steht als Ruine am Neckarufer. Sie diente zur Sicherung der Neckarfurt nach Mühlhausen.
Die katholische Kirche St. Barbara wurde 1783/84 erbaut. Ein Großteil der Einrichtung kam 1810 aus dem fünf Jahre zuvor aufgelösten Oeffinger Franziskanerkloster nach Hofen. Seit 1954 werden Wallfahrten zur Stuttgarter Madonna, welche vom letzten katholischen Pfarrer der Stuttgarter Stiftskirche 1535 nach Hofen gebracht wurde, veranstaltet. Der Legende nach hat sie ihm, als er die Kirche verlassen wollte, zugerufen: „Nimm mich mit, und meinen göttlichen Sohn!“

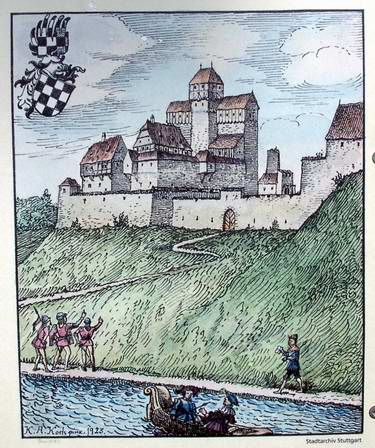
Alte Ansicht der Burg Hofen am Neckar
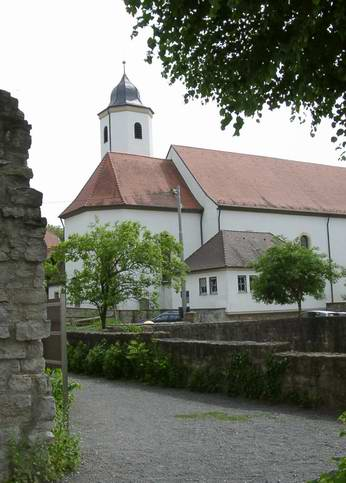
St.-Barbara-Kirche von 1783
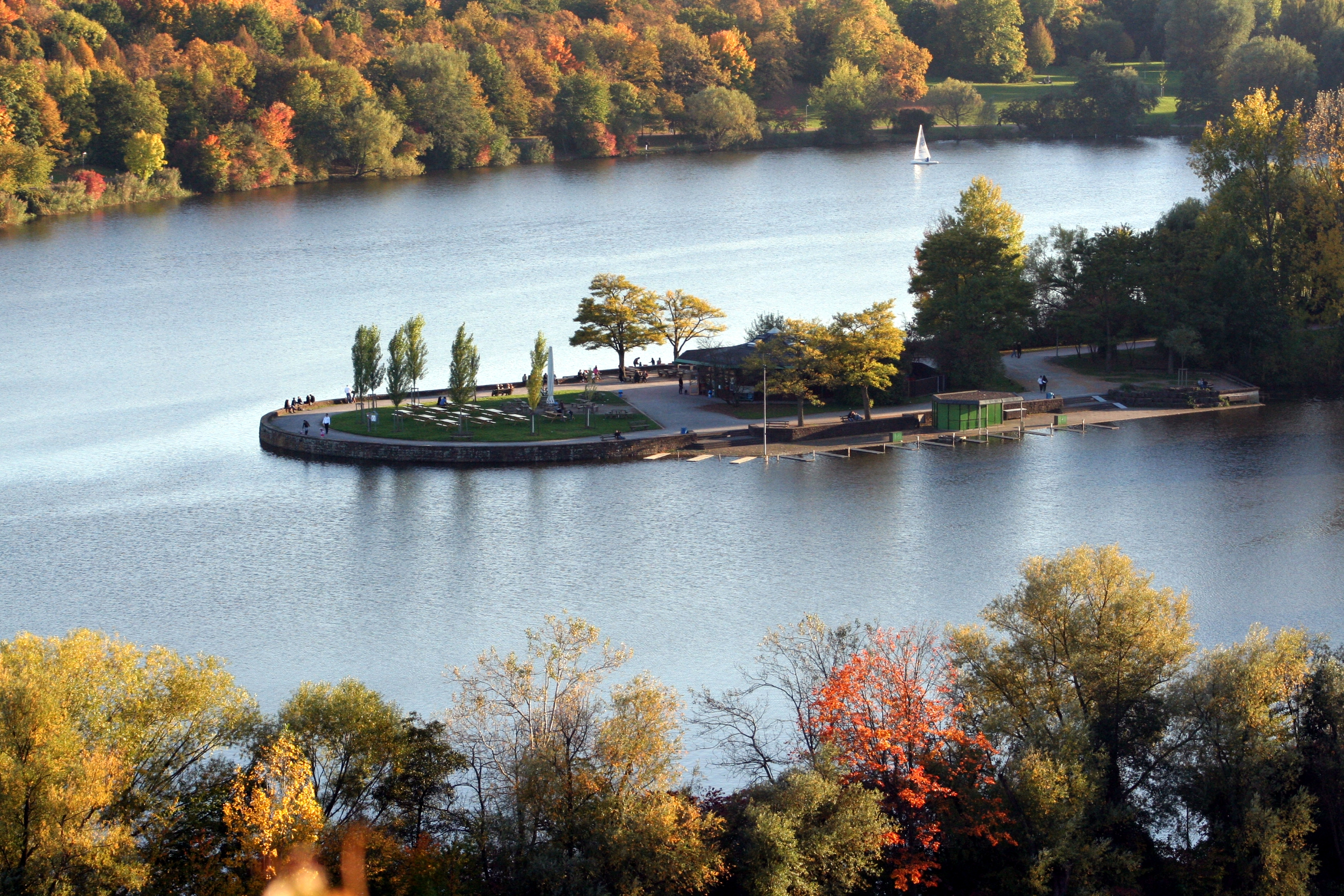
Blick auf den Max-Eyth-See

## Max-Eyth-See
Der Max-Eyth-See entstand 1935, nachdem zunächst im Neckartal Kies abgebaut und schließlich infolge der Neckarkanalisierung eine Staustufe gebaut worden war. Bis 1942 wurde ein Teil der Seefläche als öffentliches Freibad genutzt.
Nach dem Zweiten Weltkrieg wurde der See teilweise mit Schutt der kriegszerstörten Gebäude aufgefüllt. Mehrfach wurden Segelregatten durchgeführt, in den Jahren 1953 und 1954 auch Motorbootrennen. 1961 wurde der See zum Landschaftsschutzgebiet erklärt, daraufhin haben sich dort zahlreiche Wasservogelarten angesiedelt. Das Gewässer und seine unmittelbare Umgebung wurden zum beliebten Naherholungsgebiet Stuttgarts.

## Wappen
| Wappen von Hofen | Blasonierung: „Von Silber und Schwarz geschacht in 20 Plätzen.“ |
| Wappen von Hofen | Wappenbegründung: Das Wappen wurde 1912 angenommen und orientiert sich am Wappen der Herren von Hofen, die im frühen Mittelalter im Dorf lebten. Da für das Wappen keine Farben bekannt waren, entschied man sich für willkürliche Farben. |

## Veranstaltungen
Veranstaltungen mit Bedeutung über den Stadtbezirk hinaus sind/waren:
- Faschingsumzug durch die Straßen Hofens am Faschingsdienstag.
- Sommerfest des Musikvereins Stuttgart-Hofen 1905 auf der Festwiese von Fronleichnam bis zum darauf folgenden Montag.
- SWR3 Seefest am Max-Eyth-See, zur Unterstützung der Christoph Sonntag Umwelt-Initiative „Der Max-Eyth-See soll sauberer werden“. Dieses soll jedoch aufgrund von Organisationsproblemen nicht fortgeführt werden.

## Bauwerke am Neckar bei Hofen

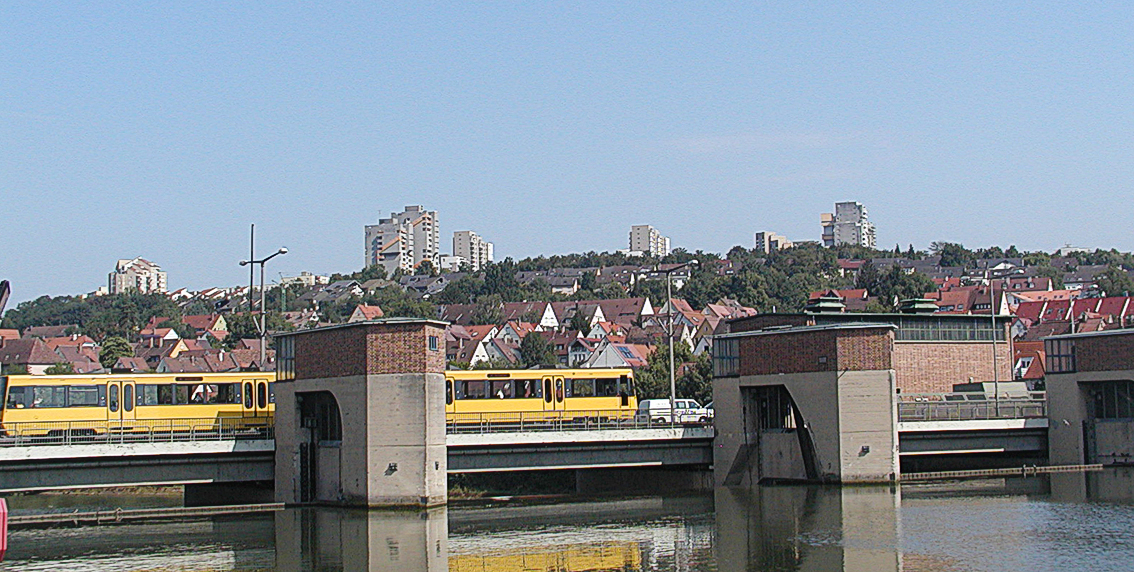
Schleuse Stuttgart-Hofen

Im Neckar befindet sich seit der Schiffbarmachung des Flusses die Staustufe Hofen.

## Ehrenbürger
- 1924 wurde Pfarrer Adolf Adis (1873–1963) zum Ehrenbürger ernannt.